# London River Services

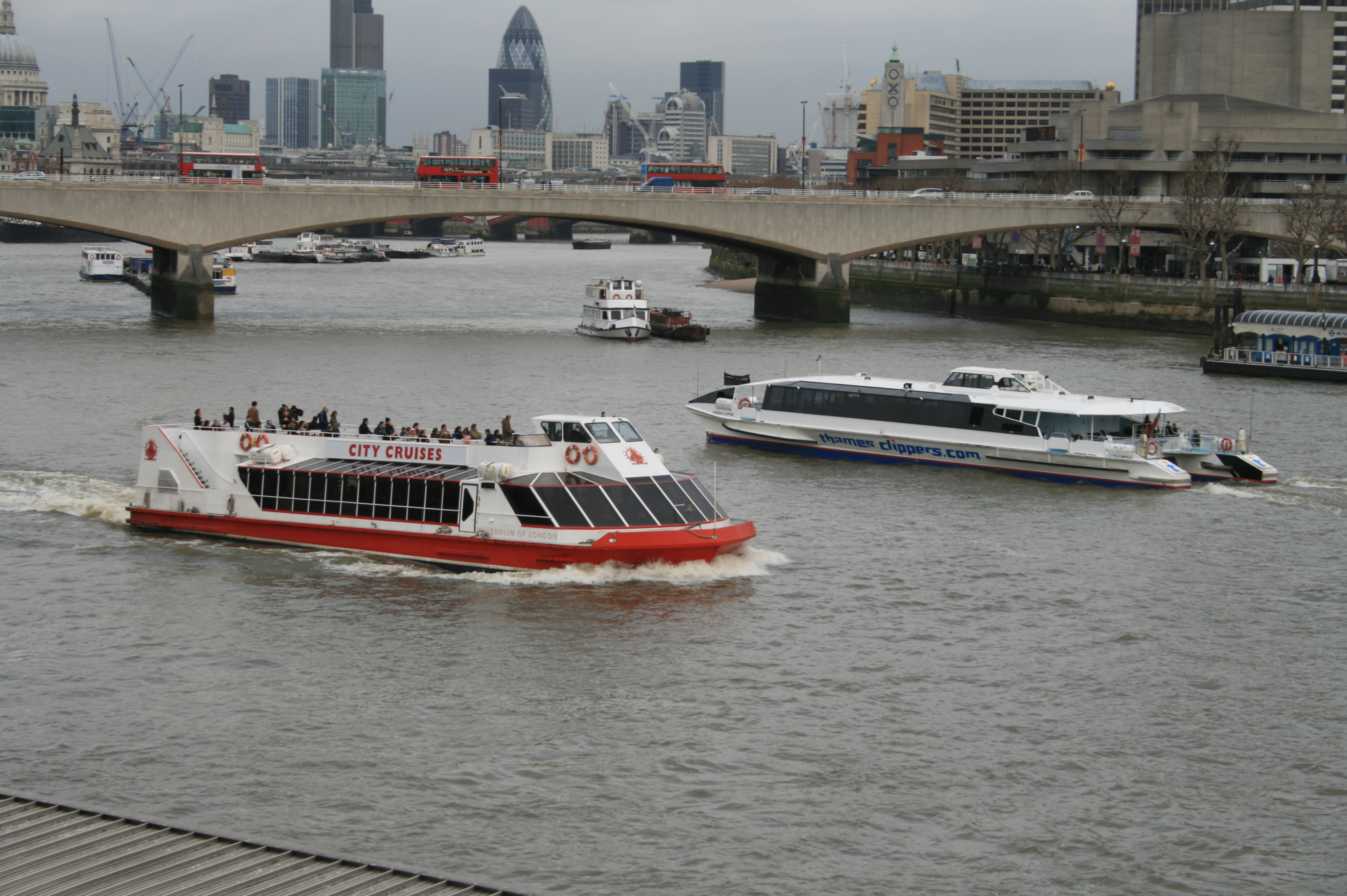
Łódź turystyczna na Tamizie

London River Services – oddział Transport for London (TfL) zarządzający transportem pasażerskim na rzece Tamizie w Londynie (Wielka Brytania). Jednostka udziela licencji prywatnym operatorom i właścicielom łodzi, oferującym usługi turystyczne i komunikacyjne, a także integruje system rzeczny z transportem publicznym w mieście.
Rzeka Tamiza płynie przez centrum Londynu, z zachodu na wschód, jej szerokość nie przekracza 300 metrów. Usługi transportu rzecznego wykonywane są wzdłuż rzeki, a nie w poprzek. Promy kursujące w poprzek nurtu rzeki można znaleźć w kierunku ujścia rzeki do Morza Północnego, gdzie koryto jest szersze.
London River Services obsługuje 25 pirsów, a ośmioma z nich zarządza. Są to: Millbank Millennium, Westminster Millennium, Embankment, Festival, Blackfriars Millennium, Bankside, Tower Millennium i Greenwich.
Rocznie z transportu rzecznego korzysta około 3 milionów pasażerów (2011).

## Historia
Przed wybudowaniem londyńskiego metra i mostów na Tamizie, na przestrzeni wieków rzeka służyła jako główna arteria w Londynie. Pierwsze próby regulowania ruchu pasażerskiego i towarowego na Tamizie, sięgają 1197 roku, kiedy City of London Corporation nabyło od króla Ryszarda I prawa do Tamizy. Wtedy też podjęto pierwsze próby licencjonowania łodzi pływających po rzece. W 1510 roku król Henryk VIII rozpoczął przyznawanie przewoźnikom wyłącznego prawa wykonywania usług transportowych, a w 1555 roku ustawą parlamentu powołano do życia Company of Watermen and Lightermen, mające kontrolować ruch na Tamizie.

### XIX wiek

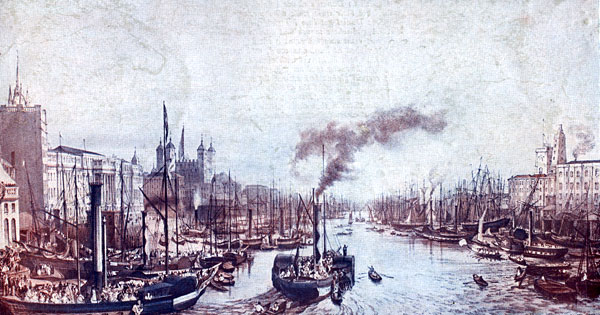
Parowce na Tamizie, 1841

Parowce pasażerskie zostały wprowadzone w 1815 roku, co przyczyniło się do wzrostu popularności transportu rzecznego. Uruchomiono połączenia z Gravesend, Margate i Ramsgate przez Greenwich i Woolwich do centrum Londynu. W połowie XIX wieku parowce na Tamizie transportowały około 15 000 pasażerów dziennie (dwa razy więcej niż nowo powstałe koleje). Zwiększający się ruch rzeczny sprawiał, iż kolizje i inne wypadki zdarzały się odpowiednio częściej. Najtragiczniejszym była katastrofa statku SS Princess Alice, która wydarzyła się 3 września 1865 roku. W wyniku kolizji parowca z węglowcem, życie straciło 640 osób.
Mimo wprowadzania dużych statków parowych i odpowiedniej konstrukcji mostów, liczba pasażerów korzystających z transportu rzecznego systematycznie spadała. Spowodowane to było wzrostem znaczenia kolei, która równocześnie rozwijała się na terenie Londynu. Firmy przewozowe napotkały problemy finansowe, co doprowadziło do połączenia pięciu największych przewoźników rzecznych w 1876 roku. Nowe przedsiębiorstwo, London Steamboat Company, oferowało usługi przewozowe z Chelsea do Greenwich przez osiem lat, po czym w 1884 roku zbankrutowało.

### XX wiek
W 1905 roku London County Council uruchomił własne usługi transportowe na Tamizie, będące uzupełnieniem nowej sieci tramwajów. Po zakupie pirsów i 30 statków parowych, oferował transport pomiędzy Hammersmith a Greenwich. Po dwóch latach strat finansowych, w 1907 roku postanowiono zaprzestania działalności. W XX wieku wielokrotnie próbowano przywrócić regularny transport rzeczny, jednak uruchamiane połączenia były odwoływane po krótkim czasie eksploatacji. W 1940 roku po bombardowaniu Blitz, łodzie zastąpiły pociągi i tramwaje, których działanie zostało zakłócone atakami.
W 1997 roku John Prescott, ówczesny Sekretarz Stanu ds. Transportu, uruchomił projekt regeneracji koryta Tamizy w związku ze zbliżającymi się obchodami milenijnymi. Koszt projektu wynosił 21 milionów funtów i miał na celu również zwiększenie transportu pasażerskiego na rzece.
Cross-River Partnership, konsorcjum składające się z lokalnych władz, organizacji sektora prywatnego oraz organizacji skupiających wolontariuszy, zaleciło utworzenie instytucji publicznej do koordynowania i wspierania usług rzecznych. Agencja ta miała integrować usługi rzeczne z pozostałymi środkami transportu publicznego oraz przejąć kontrolę nad pirsami od Port of London Authority. W efekcie, w 1999 roku powstało London River Services, spółka zależna od Transport for London.

## Połączenia
Połączenia London River Services zależą od sezonu i podzielone są na trzy główne typy:
Usługi podmiejskie

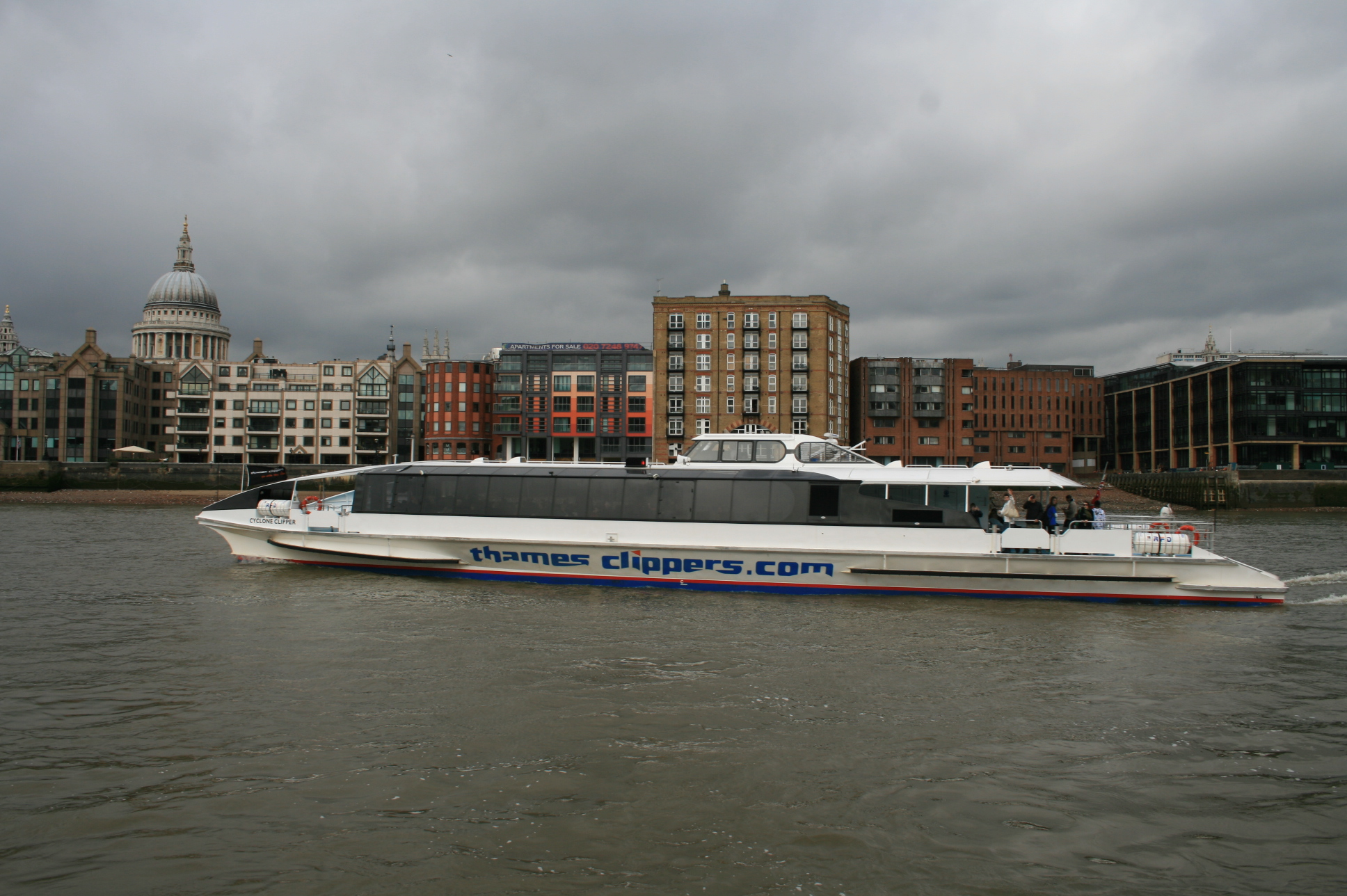
Łódź podmiejska obsługiwana przez Thames Clipper

Transport podmiejski odbywa się według harmonogramu, większość usług świadczonych jest siedem dni w tygodniu, a niektóre nie działają w weekendy. Wielu operatorów oferuje zniżki biletowe dla posiadaczy Travelcard. Główne połączenia to:
- Embankment – Woolwich
- Putney – Chelsea Harbour – Cadogan – Embankment – Blackfriars.

Promy
W centrum Londynu Tamiza jest wystarczająco wąska, by przekraczać ją za pomocą mostów. Jednak w dół rzeki koryto jest szersze i mosty nie są już ustawione w tak niewielkich odległościach. W związku z tym operują dwa połączenia promowe:
- Canary Wharf – Rotherhithe Ferry, działające pomiędzy Canary Wharf Pier oraz Hilton Docklands Nelson Dock Pier, z częstotliwością około co 10 minut.
- Woolwich Ferry – darmowe połączenie dla pojazdów i pieszych.

Ponadto, działają dwa połączenia niezależne od London River Services: Hammerton's Ferry i Hampton Ferry.
Usługi turystyczne

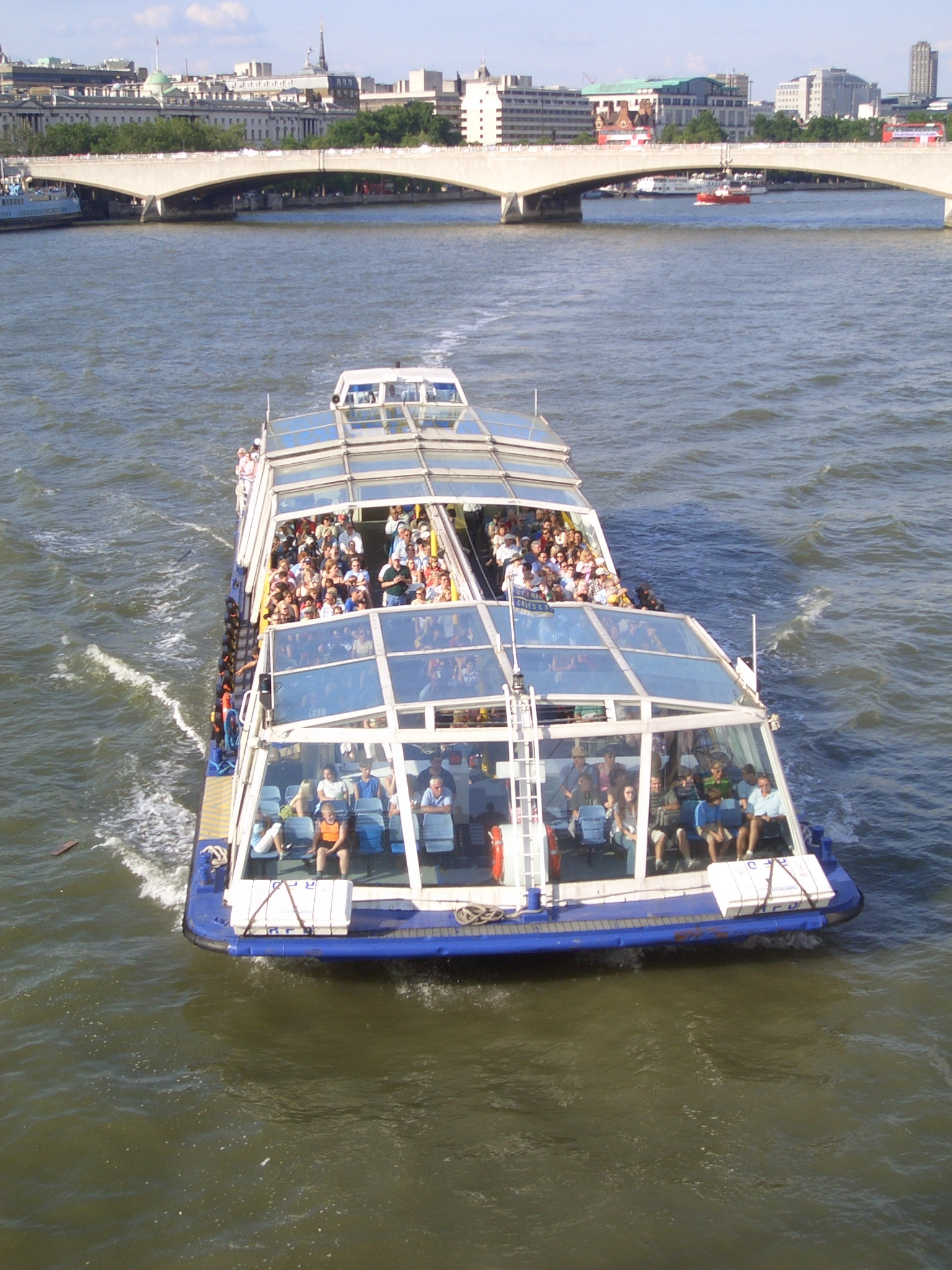
Łódź turystyczna należąca do Bateaux London Catamaran Cruisers

Usługi te skierowane są głównie do turystów i zwykle nie działają w godzinach szczytu, w związku z czym nie nadają się do transportu podmiejskiego, dla osób dojeżdżających do pracy. Łodzie, poza planowymi połączeniami, mogą być również wynajmowane. Połączenia odbywają się zwykle pomiędzy atrakcjami turystycznymi miasta.
- Bankside – Waterloo – Millbank
- London Eye River Cruise
- Multilingual Circular Cruise
- Greenwich Sunday Evening Sightseeing Cruise
- MV Balmoral and Paddle Steamer Waverley Cruises z Tower Pier
- Richmond – Kingston – Hampton Court
- Tilbury/Gravesend – Greenwich
- Westminster – Kew – Richmond – Hampton Court
- Westminster – St Katharine's Hop-on, Hop-off
- Westminster – Waterloo – Tower – Greenwich
- Westminster – Greenwich – Barrier Gardens

## Pirsy
Planowe usługi turystyczne i podmiejskie obsługują następujące pirsy:

Mapa pirsów

| - Hampton Court Pier - Kingston (Town End Pier) - Kingston (Turks Pier) - Hammertons Landing Stage - Richmond (St. Helena Pier) - Kew Gardens Pier - Putney Pier - Wandsworth Riverside Quarter Pier - Chelsea Harbour Pier - Cadogan Pier - Millbank Millennium Pier |  | - St George Wharf Pier - Westminster Millennium Pier - London Eye Pier - Embankment Pier - Festival Pier - Savoy Pier - Tower Lifeboat Station - Blackfriars Millennium Pier - Bankside Pier - London Bridge City Pier - Tower Millennium Pier |  | - St. Katharine Pier - Hilton Docklands Nelson Dock Pier - Canary Wharf Pier - Greenland Dock Pier - Masthouse Terrace Pier - Greenwich Pier - North Greenwich Pier - Barrier Gardens Pier - Woolwich Pier - North Woolwich Pier - Woolwich Arsenal Pier |

## Opłaty

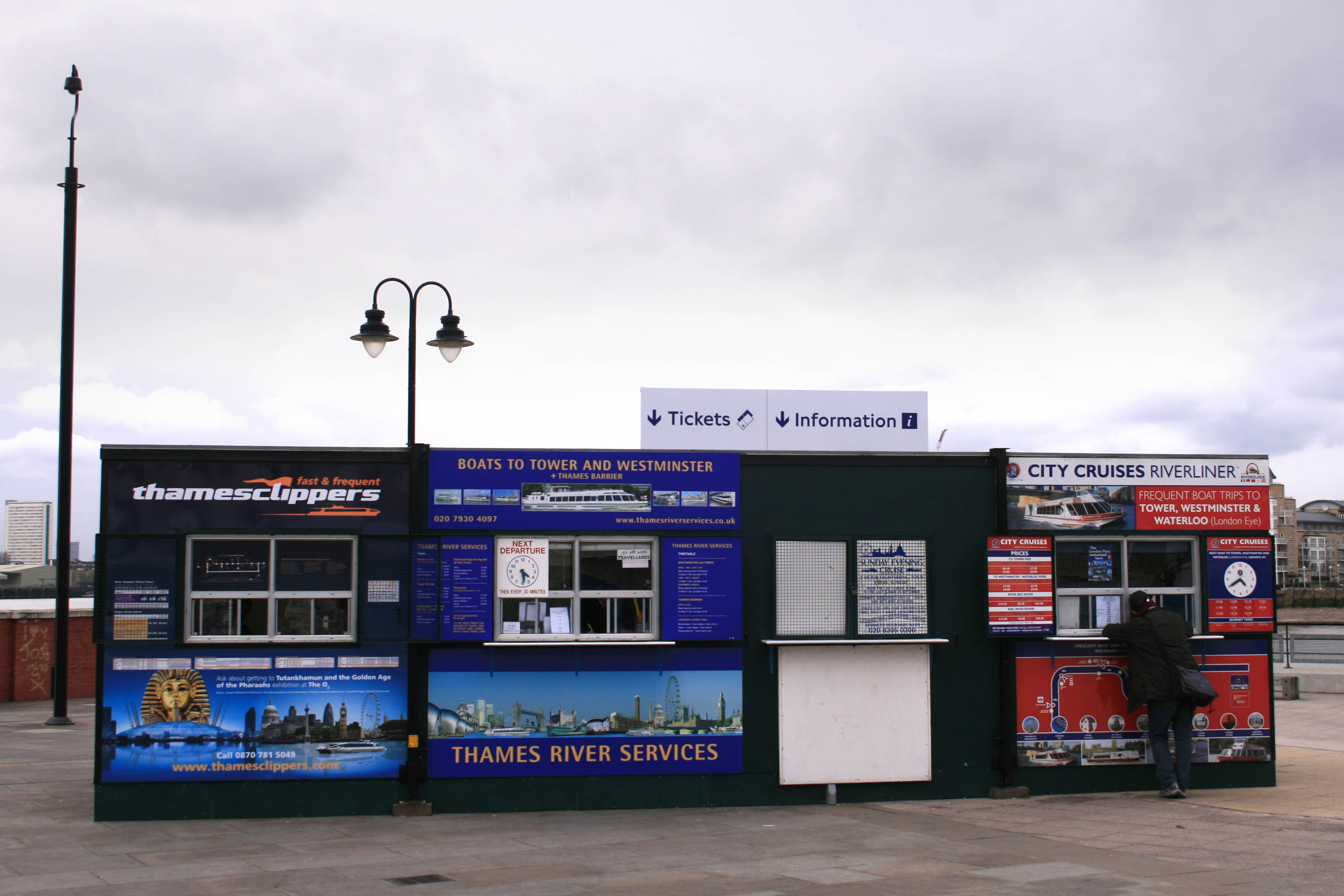
Kioski różnych operatorów przy Greenwich Pirs

W przeciwieństwie do metra i sieci autobusów, operatorzy łodzi mają odrębne systemy pobierania opłat i taryfy, które są na ogół wyższe niż odpowiadające im przejazdy metrem lub autobusem. Jedynym wyjątkiem jest Woolwich Ferry, który jest bezpłatny.
Posiadacze karty Oyster otrzymują 10% zniżkę na większości usług Thames Clipper. Większość operatorów udziela zniżek posiadaczom Travelcard, Freedom pass oraz dla studentów.
Bilety sprzedawane są niezależnie przez operatorów w kioskach, przy obsługiwanych pirsach. Często bilety można zakupić na łodziach. Niektórzy przewoźnicy oferują również bilety sezonowe i karnety.